# Пьероци, Антонин
Антонин Пьероци или Антонин Флорентийский (итал. Antonino Pierozzi; 1 марта 1389, Флоренция — 2 мая 1459, Флоренция) — католический святой и врачеватель архиепископ Флоренции в первой половине XV века. Известен также под прозвищем «De Forciglioni». Причислен к лику святых в Католической церкви, по этой причине одно из названий — Святой Антонин.

## Биография
Антонин Флорентийский родился 1 марта 1389 года в Италии в городе Флоренции.

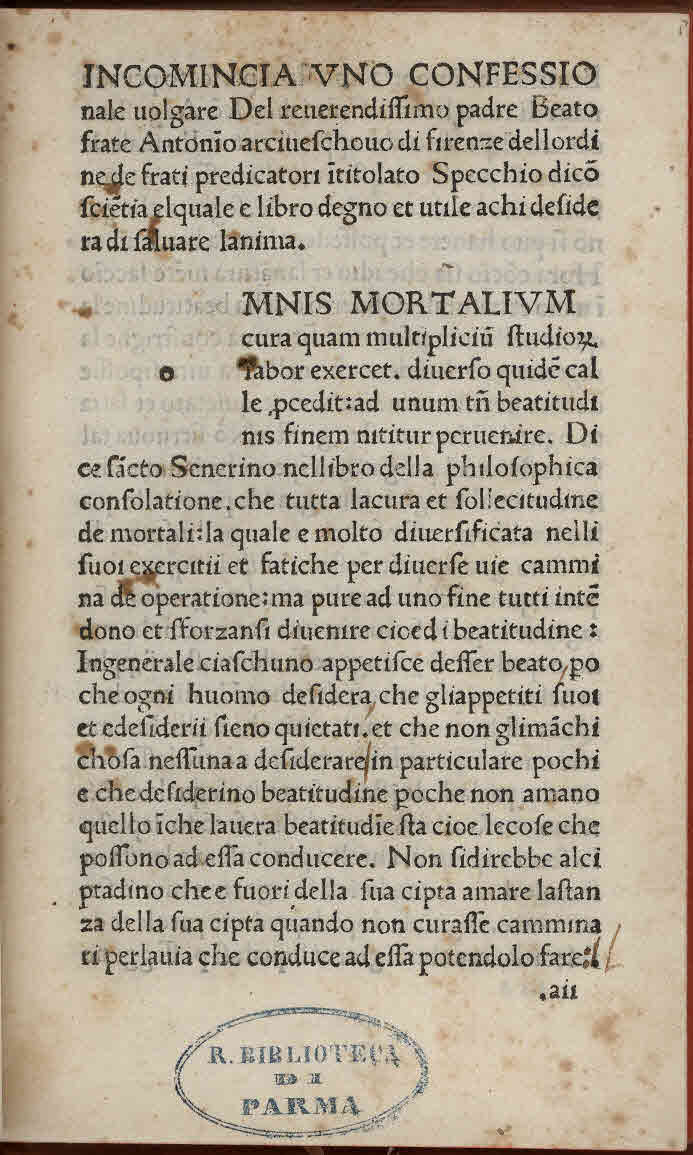
Confessionale, ca. 1488-1490

В 1405 году Антонин Пьероци вступил в орден доминиканцев, был приором во многих монастырях и в 1446 году возведен в сан архиепископа Флоренции. Согласно Энциклопедическому словарю Брокгауза и Ефрона: «Здесь в эпоху тяжелых бедствий, в особенности в 1448 году во время голода и эпидемии чумы и во время землетрясения 1453 года, архиепископ проявил себя как ревностный проповедник и неутомимый благотворитель».
До настоящего времени дошла информация о том, что когда Антонин Флорентийский укрыл своим плащом замерзающего слепого бродягу, к тому снова вернулось зрение. Антонин Пьероци действовал согласно известной поговорке: «На Бога надейся, да сам не плошай»: в то время, когда чума ежедневно уносила жизни прихожан, архиепископ не только возносил молитвы всевышнему, но и оборудовав в Ватикане специальную лабораторию пытался изготавливать средства борьбы с болезнью и лекарства поддерживающие иммунитет.
Антонин Флорентийский принимал деятельное участие в строительстве монастыря Сан Марко, который в настоящее время является одной из главных католических святынь города.
Антонин Пьероци скончался 2 мая 1459 года в родном городе. Основоположник Вифлеемского ордена Папа римский Пий II лично приехал на похороны, чтобы отдать последние земные почести своему другу Антонину Флорентийскому.
В 1523 году Папа Адриан VI причислил Антонина Флорентийского к лику святых. Память Антонина Пьероци католики отмечают 2 и 10 мая.